# Brian Dietzen
Brian Dietzen (Colorado, 14 november 1977) is een Amerikaanse acteur die sinds 2004 de rol van Jimmy Palmer speelt in de serie NCIS.

## Biografie
Dietzens eerste acteerervaring was als 8-jarige via een toneelstuk op school. Als tiener ging hij naar de Niwot High School in Niwot, Colorado. Later studeerde hij theater aan de Universiteit van Colorado in Boulder onder Sean Kelly, universitair hoofddocent bij de afdeling Theater en Dans. Hij was actief als theateracteur in onder andere  All My Sons, Equus, en Waiting for Godot. Hij speelde ook in de producties van Death and the Maiden, Antigone en de regionale première van Abingdon Square.  Daarnaast trad hij ook twee jaar op bij het Colorado Shakespeare Festival. 
Na zijn school-carrière trok Dietzen naar Los Angeles om er als acteur te gaan werken. In 2002 debuteerde hij met de rol van Owen in de Warner Bros-serie My Guide to Becoming a Rockstar. Vanaf 2004 speelt hij in de serie NCIS de rol van Jimmy Palmer, de assistent van Dr. Donald "Ducky" Mallard.

## Televisieseries
- NCIS: New Orleans (2016) - Jimmy Palmer (1 afl.)
- NCIS: Naval Criminal Investigative Service (2004—heden in 89 afleveringen) - (Assistent) schouwarts Jimmy Palmer
- My Guide to Becoming a Rock Star (2002) 5 afleveringen - Owen
- Boston Public (2002) - David Caplan (1 afl.)
- One on One (2003) - Piccolo (1 afl.)
- Past Life (2010) - Cole (1 afl.)

## Films en televisiefilms
- Hit Factor (2008) - Bediende
- Self-Inflicted (2005) - William Simmons
- Purgatory House (2004) - Geest
- From Justin to Kelly (2003) - Eddie

- International Standard Name Identifier: 0000 0003 5698 6019
- Library of Congress Control Number: no2011163074
- Virtual International Authority File: 187076974
- WorldCat: E39PBJwxHjKWbrghGPJF38YpT3